# Kartoffelschälmaschine

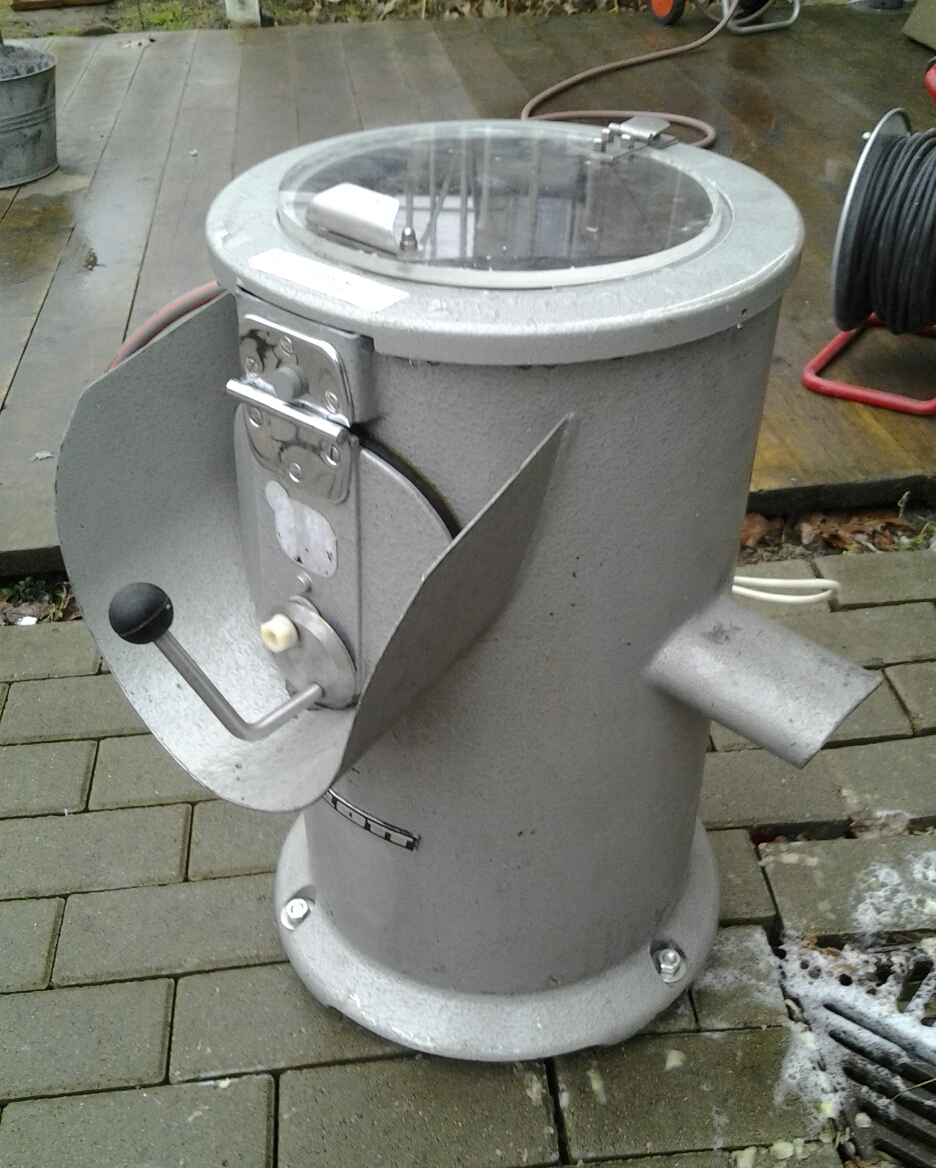
Kartoffelschälmaschine

Eine Kartoffelschälmaschine ist eine in Großküchen oder in der Lebensmittelindustrie verwendete Vorrichtung zur mechanischen oder chemischen Entfernung der Schalen bei der Verarbeitung von Kartoffeln.
Da das Kartoffelschälen mit dem Messer oder einem Kartoffelschäler arbeitsaufwendig ist, wurden die ersten Kartoffelschälmaschinen Ende des 19. Jahrhunderts von Johann-Heinrich Wassermann aus Lispenhausen erfunden. Er entwickelte die "Flotte Lotte", eine handbetriebene Gemüsereibemaschine, und meldete diese 1892 zum Patent an. Das von ihm gegründete Unternehmen Flottwerk wird bis heute von der Gründerfamilie geführt und produziert Kartoffelwasch- und Schälmaschinen für Großküchen und Industrie.

## Technik und Verfahren
Diese waren zunächst noch für den Handbetrieb gedacht. Meist bestanden sie aus großen Trommeln, in denen Schälscheiben oder -ringe die Schalen abschälten. Heute werden neben dem sogenannten Messerschälverfahren, das mit relativ großen Verlusten einherging, weitere Verfahren unterschieden: Rundloch-, Korund-, Dampf- und Laugenverfahren. Maschinell geschälte und konservierte Kartoffeln werden häufig bereits in dieser Form abgepackt von der Gastronomie oder von Großküchen erworben.

### Das Korundverfahren
Während das Korundverfahren (auch Karborund- oder Abriebschälverfahren) ein ebenfalls mechanisches Verfahren ist, bei dem die Kartoffeln über einem gekörnten Boden rotieren und ihre Schale dabei abgerieben wird, wird die Schale beim Dampfschälverfahren durch Aufbringung hohen Drucks und entsprechender Temperatur mit nachfolgender schlagartiger Entspannung zum Platzen gebracht und durch Wasser und Bürsten abgestreift.

### Das Laugenverfahren
Beim Laugenverfahren, das inzwischen aus Umweltschutzgründen und wegen des hohen Verlusts beim Abrieb nicht mehr angewendet wird, wurde die Schale mit Natronlauge chemisch aufgeweicht und abgewaschen. Beim Laugenschälverfahren kam es zudem zu einem Vitaminverlust und Denaturierung des Eiweißes an der Oberfläche der Kartoffeln.

## Haushaltsgeräte
Es gibt auch Kartoffelschälgeräte für den privaten Haushalt. Diese arbeiten in der Regel mit einer Reibescheibe (Korund-Prinzip) und stammen oft aus asiatischer Produktion. In den siebziger Jahren brachte Krups eine Kartoffelschälmaschine gleichen Prinzips als Zubehör des 3Mix auf den Markt. Aktuell gibt es für den Thermomix der Firma Vorwerk eine solche Zubehör-Scheibe. Diese verfügt über eine Nase in der Reibscheibe, so dass die Kartoffeln entsprechend gedreht werden.